# 小行星128065
小行星128065（128065 Bartbenjamin）是一颗绕太阳运转的小行星，为主小行星带小行星。该小行星于2003年7月20日发现。
該小行星以美國伊利諾州皮奧里亞湖景藝術與科學博物館館長巴特·班傑明（Bart Benjamin）命名。

## 轨道参数
小行星128065的轨道半长轴为446 672 284 km，2.9857773 UA，离心率为0.134。